# Notre-Dame-des-Prairies
Pour les articles homonymes, voir Notre-Dame.
Notre-Dame-des-Prairies est une ville du Québec située dans la MRC de Joliette, dans Lanaudière.

## Toponymie
Elle doit son nom à Notre-Dame et à la plaine qui constitue l'essentiel de son paysage.

## Histoire

### Chronologie
- 1er janvier 1957 : Érection de la paroisse de Notre-Dame-des-Prairies de la scission de la paroisse de Saint-Charles-Borromée-du-Village-d'Industrie.
- 6 juin 1992 : La paroisse de Notre-Dame-des-Prairies change son statut pour celui de municipalité.
- 23 avril 2005 : La municipalité de Notre-Dame-des-Prairies change son statut pour celui de ville.

## Géographie
La rivière L'Assomption, qui coule en direction sud-est, délimite l'ouest de la municipalité. À partir de son crénon, dans le nord-ouest de la municipalité, la rivière la Chaloupe coule vers l'est et délimite le nord de la municipalité.

## Démographie
| 1991  | 1996  | 2001  | 2006  | 2011  | 2016  | 2021  |
| ----- | ----- | ----- | ----- | ----- | ----- | ----- |
| 6 465 | 6 837 | 7 316 | 8 230 | 8 868 | 9 273 | 9 471 |

## Administration
Les élections municipales se font en bloc et suivant un découpage de six districts.
| Notre-Dame-des-Prairies Maires depuis 2002                                                                           |                 |         |          |
| Élection | Maire           | Qualité | Résultat |
| 2002 | Alain Larue     |         | Voir     |
| 2005 | Alain Larue     | Voir    |          |
| 2009 | Alain Larue     | Voir    |          |
| 2013 | Alain Larue     | Voir    |          |
| 2017 | Suzanne Dauphin |         | Voir     |
| 2021 | Suzanne Dauphin | Voir    |          |
| Élection partielle en italique Depuis 2005, les élections sont simultanées dans toutes les municipalités québécoises |                 |         |          |

## Éducation
La Commission scolaire des Samares administre les écoles francophones:
- École des Prairies
  - pavillon Dominique-Savio[5]
  - pavillon Monseigneur-Jetté[6]

La Commission scolaire Sir Wilfrid Laurier administre les écoles anglophones:
- École primaire Joliette à Saint-Charles-Borromée[7]
- École secondaire Joliette à Joliette[8]